# 데브팩
데브팩(devpack)은 KT DS가 2016년 출시한 클라우드 플랫폼 서비스(PaaS)이다. 대한민국 기업 최초의 오픈마켓 대상 PaaS이다. 여러 프로그래밍 언어와 서비스들을 지원하며, 클라우드 상에 애플리케이션을 빌드, 실행, 배포, 관리하는 데브옵스로서의 기능을 제공한다. 지원하는 언어에는 자바, Node.js, PHP, 파이썬, 루비 등 이 있다. 클라우드 파운드리 기술을 기반으로 개발되었으며, 유클라우드 비즈 인프라스트럭처 상에서 작동한다.

## 같이 보기
- 클라우드 파운드리
- KT DS